# Las Ultrasónicas
Las Ultrasónicas est un groupe mexicain de rock, originaire de Mexico,,.

## Histoire
Les années 1990 voient l'émergence d'artistes et de groupes de rock mexicain influencés par le féminisme, dans lesquels les femmes étaient protagonistes et créatrices de chansons et de musique,. Dans ce contexte, le groupe est formé en 1996 par Tere Farfissa et Jenny Bombo, rejointes plus tard par Jessy Bulbo. Motivées par la création d'un groupe exclusivement féminin, elles ont d'abord été influencées par des groupes formés par des femmes au Mexique, comme Loba, et par le son d'autres groupes comme The Sonics et The Kingsmen, basé sur le rock, le rock 'n' roll, le garage rock, la surf music et le punk rock ; par l'influence du mouvement riot grrrl, avec des paroles ouvertement libertaires, des protestations et des références sexuelles explicites dans un style qui remettait en question les rôles de genre, l'objectivation sexuelle des femmes dans le rock et la féminité,,.
Le groupe s'avère être un succès sur la scène indépendante mexicaine et ses chansons et son attitude sur scène lui ont apporté la célébrité dans le rock mexicain.
En 1996, ils enregistrent une démo de ce qui deviendra plus tard leur album Yo fui una adolescente terrosatánica, sorti en 2000 et enregistré en deux jours. Le concept de l'album est influencé par la science-fiction et présente le groupe comme des extraterrestres et des êtres de l'espace, utilisant ces métaphores pour critiquer certains aspects du manque d'espace pour lerock. Cet album comprend des succès tels que Vente en mi boca (une référence surf au sexe oral inspirée de Come into My Mouth de Thee Headcoatees,), Quiero ser tu perra (une reprise d'Iggy Pop) et Monstruo verde, une chanson qui est incluse dans le film Perfume de violetas de Marise Sistach, sorti en 1997.
Après cet album, le groupe fait une pause. En 2002, en reconnaissance de leur talent, le musicien et producteur Alejandro Marcovich les invite à enregistrer un album sur le sous-label Discos Termita de Sony Music, publiant l'album Oh si mas, mas, dont est extrait le single à succès Qué grosero. En raison de son langage explicite, le groupe publie certaines des chansons censurées pour les diffuser dans les médias mexicains. Les membres et ex-membres racontent que dans cet album, l'intervention excessive du producteur Marcovich dans les décisions du groupe provoque des conflits internes irréconciliables qui ont conduit au départ de Jessy Bulbo du groupe en 2002, qui se lance dans une carrière solo.
En 2008, ils sortent l'album Corazón rocker, qui comprend des chansons comme El rock de la pájara Peggy et Ñero.
Tout au long de leur carrière, Las Ultrasónicas, comme d'autres femmes artistes de rock au Mexique, sont confrontées à des attitudes machistes, à la discrimination, à la censure et au discrédit en tant que groupe féminin. Leur activité ouvre des espaces à d'autres groupes composés de femmes, tels que Ruido Rosa, Descartes a Kant et Le Butcherettes, entre autres.

## Discographie
- 2000 : Yo fui una adolescente terrosatánica
- 2002 : Oh si mas, mas
- 2007 : Corazón rocker

## Documentaires
- 2003 : Una nena como yo no se toma a la ligera, documentaire sur Las Ultrasónicas de Sergio García Michel[13]